# Rheumatobates
Rheumatobates is een geslacht van wantsen uit de familie schaatsenrijders (Gerridae). Het geslacht werd voor het eerst wetenschappelijk beschreven door Bergroth in 1892.

## Soorten
- Rheumatobates aestuarius Polhemus, 1969
- Rheumatobates bergrothi Meinert, 1895
- Rheumatobates bonariensis (Berg, 1898)
- Rheumatobates carvalhoi Drake & Harris, 1944
- Rheumatobates citatus Drake & Hottes, 1951
- Rheumatobates clanis Drake & Harris, 1932
- Rheumatobates crassifemur Esaki, 1926
- Rheumatobates creaseri Hungerford, 1936
- Rheumatobates crinitus Herring, 1949-01
- Rheumatobates curracis Drake & Carvalho, 1954
- Rheumatobates drakei Hungerford, 1954
- Rheumatobates hamatus Drake & Chapman, 1954
- Rheumatobates hungerfordi Wiley, 1923
- Rheumatobates imitator (Uhler, 1894)
- Rheumatobates klagei Schroeder, 1931
- Rheumatobates longisetosus J.Polhemus & Manzano, 1992
- Rheumatobates mangrovensis (China, 1943)
- Rheumatobates meinerti Schroeder, 1931
- Rheumatobates mexicanus Drake & Hottes, 1951
- Rheumatobates minimus Drake, 1958-01
- Rheumatobates minutus Hungerford, 1936
- Rheumatobates ornatus J.Polhemus & Cheng, 1977
- Rheumatobates palosi Blatchley, 1926
- Rheumatobates pecularis Polhemus & Spangler
- Rheumatobates peculiaris J.Polhemus & Spangler, 1989
- Rheumatobates petilus Drake & Hottes, 1951
- Rheumatobates plumipes Castro-Vargas & Morales-Castaño, 2011
- Rheumatobates praeposterus Bergroth, 1908
- Rheumatobates probolicornis J.Polhemus & Manzano, 1992
- Rheumatobates prostatus J.Polhemus, 1975
- Rheumatobates rileyi Bergroth, 1892
- Rheumatobates spinosus Hungerford, 1954
- Rheumatobates tenuipes Meinert, 1895
- Rheumatobates trinitatis (China, 1943)
- Rheumatobates trinitatus (China, 1943)
- Rheumatobates trulliger Bergroth, 1915
- Rheumatobates urabaensis Molano, Mondragón & Morales, 2017
- Rheumatobates vegatus Drake & Harris, 1942
- Rheumatobates wrighti Drake & Harris

### Synoniemen
- Rheumatobates maculata Khatoon & Ali, 1978 =>[1] Metrocoris communis (Distant, 1910)